# Arménská tajná armáda pro osvobození Arménie
Arménská tajná armáda pro osvobození Arménie (arménsky Հայաստանի Ազատագրութեան Հայ Գաղտնի Բանակ – Hayastani Azatagrowt῾ean Hay Gałtni Banak) je arménská militarizovaná organizace, která byla aktivní od roku 1975 do počátku devadesátých let dvacátého století, kdy se následkem vnitřních sporů její činnost utlumila. Často byla záměrně označována za partyzánskou, jiné zdroje ji označují za teroristickou.

## Historie a cíle
Jejím cílem byl boj proti turecké vládě, kterou chtěla přimět k uznání odpovědnosti za Arménskou genocidu, k zaplacení reparací a k tomu, aby se vzdala části území ve prospěch arménského státu v rozsahu udaném v roce 1920 (Tureckem nikdy neratifikovanou) Sèvreskou smlouvou. Spojením tohoto území s tehdejší Arménskou sovětskou socialistickou republikou (respektive s dnešní Arménií) by tak vznikl arménský stát, jak jej navrhoval prezident Spojených států amerických Woodrow Wilson, „Wilsonovská Arménie“.
Arménská tajná armáda vznikla v roce 1975 v Bejrútu v Libanonu během libanonské občanské války. Zde také trénovala ve spolupráci s Organizací pro osvobození Palestiny. Prvním jejím zásahem bylo zabití tureckého velvyslance v Rakousku Danişe Tunalıgila 22. října 1975 ve Vídni. Zabíjení tureckých diplomatů pak bylo i dále hlavní náplní organizace.
Rozpuštěna byla v roce 1991 po četných zásazích turecké armády a rozvědky. Řada jejích členů přešla do kurdské organizace PKK.